# Stefanskirche Hirzenbach (Zürich-Schwamendingen)

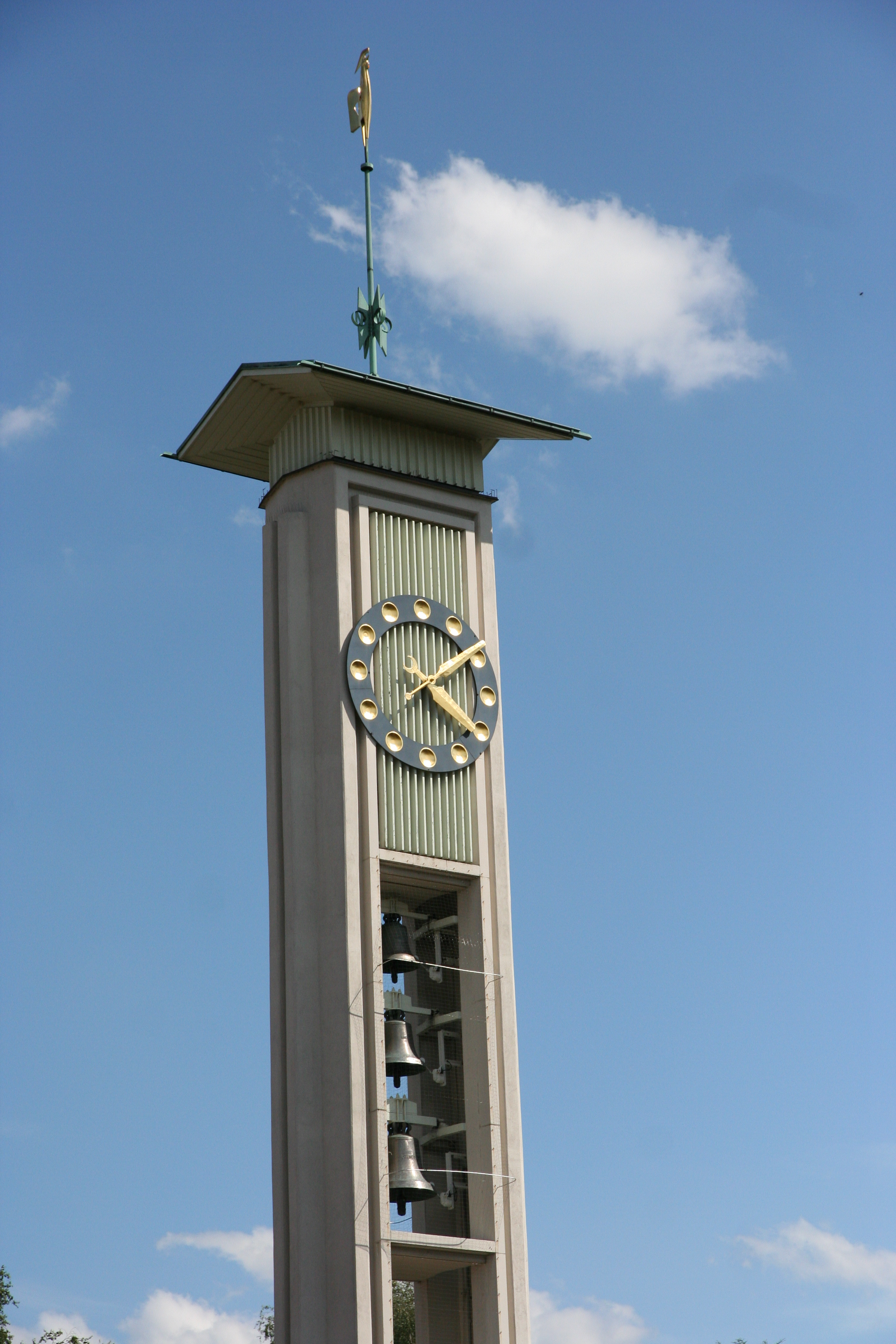
Turm der Stefanskirche Hirzenbach

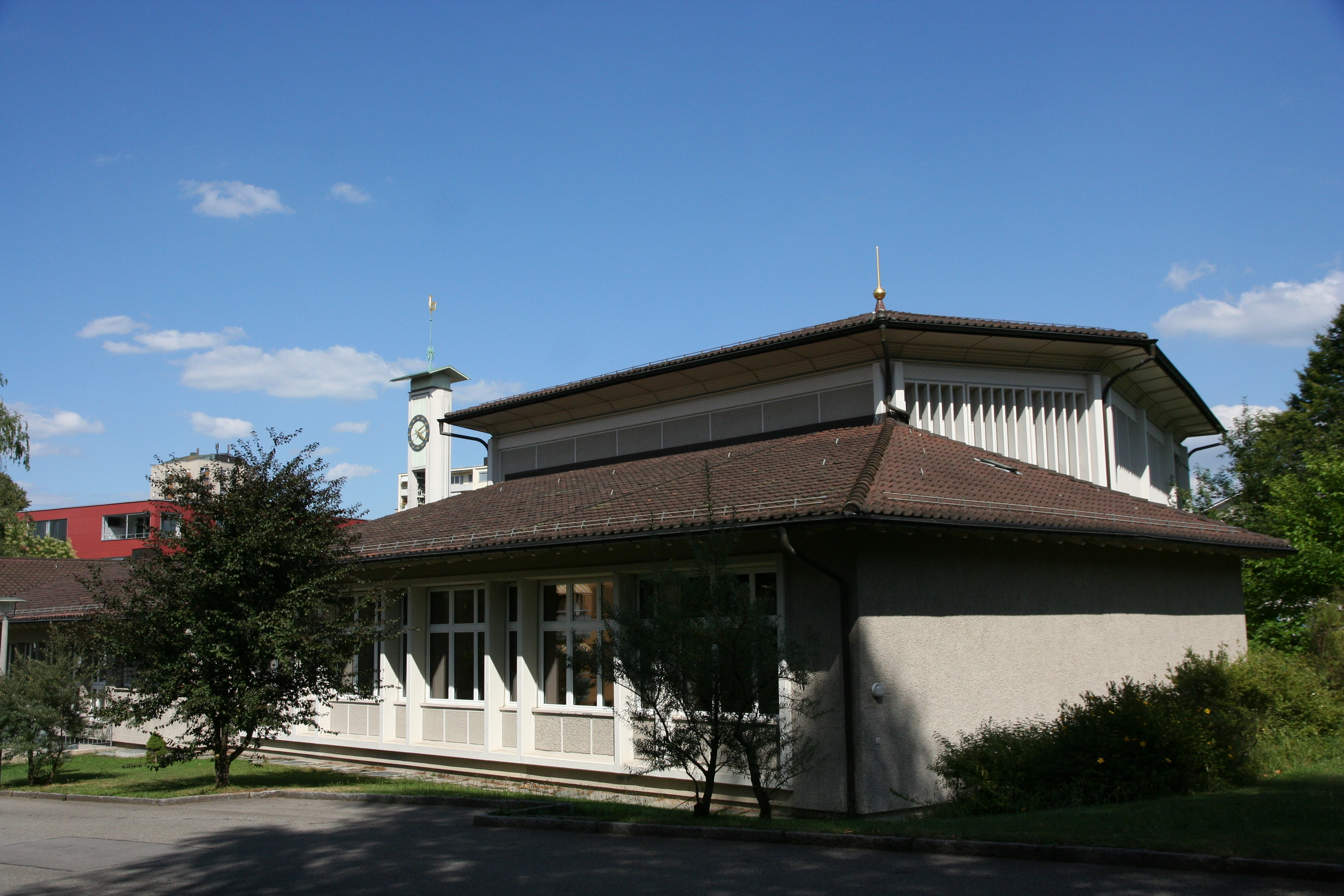
Die Stefanskirche

Die Stefanskirche Hirzenbach ist eine evangelisch-reformierte Kirche in der Stadt Zürich. Sie steht an der Altwiesenstrasse 170 im Quartier Schwamendingen.

## Geschichte
Da das Quartier Schwamendingen nach dem Zweiten Weltkrieg rasch wuchs, beschloss die reformierte Kirchgemeinde Schwamendingen, neben der historischen Kirche Schwamendingen zwei neue Kirchen zu erbauen. Vor der jüngeren Kirche Saatlen erfolgte der Bau der Stefanskirche im Gebiet Hirzenbach. Max Aeschlimann und Armin Baumgartner errichteten in den Jahren 1954–1955 die Kirche samt Kirchgemeindehaus. In den 1980er Jahren wurden die Nebenbauten umgebaut.

## Baubeschreibung
Auf einem Baugelände an der Ecke zwischen der Altwiesenstrasse und dem Luchswiesenweg inmitten einer vorstädtischen Umgebung erhebt sich der freistehende Kirchturm und verweist auf die Lage der Stefanskirche. Die Kirche ist mit dem Pfarrhaus und dem Kirchgemeindehaus durch offene Galerien verbunden. Bescheiden und doch repräsentativ für die Architektur nach dem Zweiten Weltkrieg erhebt sich die Kirche als polygonaler Kirchbau mit zeltartigem Dach. Von der Gestaltung ist die Stefanskirche mit der Markuskirche in Seebach und der Neuen Kirche Witikon verwandt. Da die Nebenbauten in den 1980er Jahren stark verändert wurden, büsste das Bauensemble ihr ursprüngliches Erscheinungsbild ein. Die Kirche selber ist dagegen noch weitgehend im ursprünglichen Zustand erhalten geblieben.

## Orgel
Die Stefanskirche erhielt 1955 ihre erste Orgel. Es handelte sich um eine Multiplexorgel mit elektrischen Trakturen und Solenoidventilen. Charakteristisch waren die freistehenden, aufsteigenden Frontpfeifen. Erbaut wurde diese Orgel durch Orgelbau Maag AG, Zürich, und besass 16 klingende Register auf zwei Manualen sowie Pedal. Im Jahr 1984 wurde dieses erste Instrument durch die heutige Orgel ersetzt. Es handelt sich um eine mechanische Orgel von Orgelbau Armin Hauser, Kleindöttingen, mit 23 Registern auf 2 Manualen und Pedal.
| I Hauptwerk C–f3    |      |
| Prinzipal           | 8′   |
| Hohlflöte           | 8′   |
| Oktave              | 4′   |
| Gedacktflöte        | 4′   |
| Quinte              | 2/3′ |
| Superoktave         | 2′   |
| Waldflöte           | 2′   |
| Mixtur IV           | 1/3′ |
| Cornett III (ab c1) |      |

| II Positiv C–f3 |              |
| Gedackt         | 8′           |
| Praestant       | 4′           |
| Rohrflöte       | 4′           |
| Oktave          | 2′           |
| Sesquialter II  | 2/3′ + 13/5′ |
| Nazard          | 1/3′         |
| Scharff         | 1′           |
| Trichterregal   | 8′           |
| Tremulant       |              |

| Pedal C–f1 |     |
| Subbass    | 16′ |
| Oktavbass  | 8′  |
| Bourdon    | 8′  |
| Oktave     | 4′  |
| Fagott     | 16′ |
| Trompete   | 8′  |

- Normalkoppeln: II/I (Manualschiebekoppel), I/P, II/P